# رغيلان (الرقة)
رغيلان قرية سورية تتبع ناحية سلوك في منطقة تل أبيض في محافظة الرقة. بلغ عدد سكانها 621 نسمة في عام 2004 حسب إحصاء المكتب المركزي للإحصاء.